# Pauls Valley
Pauls Valley település az Amerikai Egyesült Államok Oklahoma államában, Garvin megyében, melynek megyeszékhelye is. Lakosainak száma 5992 fő (2020. április 1.).

## Népesség
A település népességének változása:

| 2010 | 6 187 |
| 2020 | 5 992 |